# Леонард, Роналд
Роналд Леонард (англ. Ronald Leonard) — американский виолончелист и музыкальный педагог.
Окончил Кёртисовский институт у Леонарда Роуза и Орландо Коула. Студентом стал победителем Наумбурговского конкурса молодых исполнителей (1955).
Леонард начал играть в оркестре на втором пульте Рочестерского филармонического оркестра, одновременно преподавая в Истменовской школе музыки, а в 1975—1999 годах был первой виолончелью Лос-Анджелесского филармонического оркестра. В 1993—2003 годах он занимал кафедру профессора виолончели в Торнтоновской школе музыки Университета Южной Калифорнии.